# Quimper Volley 29
Quimper Volley 29 är en sportklubb från Quimper, Frankrike. Lagets hemmahall är Halle des Sports d'Ergué-Armel. Klubben bildades 1989 genom att klubbarna Quimper Volley-Ball och Stade Quimpérois gick samman. Den hade ursprungligen namnet Quimper Volley 89. Klubbens herrlag spelar relativt långt ner i seriesystemet och damlaget spelade länge på regional nivå, men debuterade säsongen 2002/2003 i Nationale 3, den fjärde högsta serien i fransk volleyboll. Säsongen 2004/2005 kom de tvåa i serien och avancerade därmed till Nationale 2. Säsongen 2007/2008 kom de etta i serien och avancerade därmed till Nationale 1, den näst högsta serien (sedan 2010 har serien namnet Élite). 
Klubben bytte 2009 namn till sitt nuvarande namn och säsongen 2010/2011 spelade klubben för första gången som en proffsklubb. Genom att 2012/2013 komma tvåa i serien kom laget att 2013/2014 att debutera i Ligue A, den högsta serien. Sejouren blev bara ettårig, men 2015/2016 återkom laget till högsta serien. Den andra perioden i högsta serien varade till 2019 då laget degraderades till Élite där det spelar sedan dess.